# (7675) Gorizia
(7675) Gorizia ist ein Asteroid des inneren Hauptgürtels, der am 23. November 1995 am italienischen Farra-d’Isonzo-Observatorium (IAU-Code 595) in Italien entdeckt wurde.
Der Asteroid wurde am 2. Februar 1999 nach der italienischen Stadt Gorizia am Isonzo im Nordosten Italiens in der Region Friaul-Julisch Venetien direkt an der Grenze zu Slowenien (Nova Gorica) benannt.